# Bohème (Album)
Bohème ist das Debütalbum der deutschen Chanson- und Popsängerin Annett Louisan, das im Oktober 2004 erschien.

## Entstehung und Veröffentlichung
Die Erstveröffentlichung von Bohème erfolgte am 25. Oktober 2004 bei 105music. Das Album erschien in seiner Originalausführung als CD und Download mit 13 Titeln (Katalognummer: 105 518 837 2). Am 2. Oktober 2009 erschien das Album erstmals als LP-Ausgabe (Katalognummer: 105 88697586271).
Geschrieben und produziert wurden alle Lieder von Frank Ramond. Während er für die Produktion alleine verantwortlich zeichnete, bekam er beim Schreibprozess zumeist von Koautoren Unterstützung. Louisan selbst war nur beim Schreibprozess zu Die Lüge beteiligt.

## Titelliste
| Nr. | Titel                | Autor(en)                                                  | Produzent(en) | Länge |
| --- | -------------------- | ---------------------------------------------------------- | ------------- | ----- |
| 1.  | Das Spiel            | Frank Ramond, Matthias Haß                                 | Frank Ramond  | 2:57  |
| 2.  | Die Lüge             | Frank Ramond, Matthias Hass, Annett Louisan, Carl Albrecht | Frank Ramond  | 3:25  |
| 3.  | Die Dinge            | Frank Ramond, Maren Stiebert                               | Frank Ramond  | 2:32  |
| 4.  | Das Gefühl           | Frank Ramond, Matthias Hass, Maren Stiebert                | Frank Ramond  | 2:45  |
| 5.  | Daddy                | Frank Ramond, Matthias Hass, Maren Stiebert                | Frank Ramond  | 4:06  |
| 6.  | Die Katze            | Frank Ramond, Matthias Hass                                | Frank Ramond  | 3:01  |
| 7.  | Der Schöne           | Frank Ramond, Hardy Kayser                                 | Frank Ramond  | 4:00  |
| 8.  | Die Gelegenheit      | Frank Ramond, Hardy Kayser                                 | Frank Ramond  | 3:23  |
| 9.  | Der Blender          | Frank Ramond, Hardy Kayser                                 | Frank Ramond  | 3:27  |
| 10. | Die Trägheit         | Frank Ramond, Hardy Kayser                                 | Frank Ramond  | 3:44  |
| 11. | Die Formel           | Frank Ramond, Matthias Hass                                | Frank Ramond  | 3:38  |
| 12. | Das Liebeslied       | Frank Ramond, Matthias Hass                                | Frank Ramond  | 2:58  |
| 13. | Das Spiel (Radiomix) | Frank Ramond, Matthias Hass                                | Frank Ramond  | 2:58  |

## Rezensionen
Für Artur Schulz, Musikkritiker von laut.de, war Bohème ein „[…] als in sich stimmiges, intensives und schon erstaunlich abgeklärtes Debüt. “

## Kommerzieller Erfolg

### Chartplatzierungen
| ChartsChartplatzierungen | Höchstplatzierung | Wochen |
| ------------------------ | ----------------- | ------ |
| Deutschland (GfK)        | 3 (54 Wo.)        | 54     |
| Österreich (Ö3)          | 11 (21 Wo.)       | 21     |
| Schweiz (IFPI)           | 23 (15 Wo.)       | 15     |

| ChartsJahrescharts (2005) | Platzierung |
| ------------------------- | ----------- |
| Deutschland (GfK)         | 11          |

### Auszeichnungen für Musikverkäufe
| Land/Region        | Auszeichnungen für Musikverkäufe (Land/Region, Auszeichnung, Verkäufe) | Verkäufe |
| ------------------ | ---------------------------------------------------------------------- | -------- |
| Deutschland (BVMI) | 5× Gold                                                                | 500.000  |
| Österreich (IFPI)  | Gold                                                                   | 15.000   |
| Insgesamt          | 2× Gold · 2× Platin ·                                                  | 515.000  |